# Csornai Irén
Csornai Irén névvariáns: Csornay Irén (? –) magyar színésznő.

## Életpályája
1940-től Gaál Ferenc és Szalay Ferenc színtársulatában segédszínésznőként indult pályája, majd Krémer Ferenc Délvidéki Színházához került. 1949-től Győrben a Dunántúli Népszínház (1951-től Kisfaludy Színház) színésznője volt. 1958-tól a szolnoki Szigligeti Színházhoz szerződött. 1960-tól két évadot az egri Gárdonyi Géza Színháznál töltött. 1962-től a Pest Megyei Petőfi Színpad, 1964 és 1978 között az Állami Déryné Színház társulatának művésznője volt. Vendégként játszott a Tarka Színpadon, ahol a Halló Nagyvilág című produkcióban Pápai Erzsi helyett ugrott be sikeresen. 1988-ban szerepelt a budapesti Mesejáték Színpad előadásain.

## Színházi szerepeiből
- Molière: Tartuffe... Marianne
- Carlo Goldoni: Ki az úr a házban... Cecilia
- Nyikolaj Vasziljevics Gogol: Háztűznéző... Arina, Agafja nagynénje
- John Steinbeck: Egerek és emberek... Curlyné
- Eduardo De Filippo: Vannak még kísértetek... Armida
- Gabriela Zapolska: Dulszka asszony erkölcse... Juliette
- George Bernard Shaw: Szerelmi házasság... Blanche
- George Bernard Shaw: Pygmalion... Szobalány
- Oldřich Danĕk: Szemtől szembe... Viardinné
- Emil Braginszkij – Eldar Rjazanov: Ma éjjel megnősülök!... Liza néni; Olga néni
- Leo Lenz: Az alkalmi férj... Marien Clausen, berlini szubrett
- Vörösmarty Mihály: Csongor és Tünde... Ledér
- Katona József: Bánk bán... Izidóra
- Molnár Ferenc: A doktor úr... Sárkányné
- Herceg Ferenc: Bizánc... Olga, nagyhercegnő
- Illyés Gyula: Fáklyaláng... Kossuthné
- Móricz Zsigmond: Légy jó mindhalálig... Orczy
- Barta Lajos Szerelem... Nelli; Böske
- Csizmarek Mátyás: Bújócska... Teri
- Gyárfás Miklós: Férfiaknak tilos... Franciska
- Bárány Tamás: A szülő is ember... Gitta
- Kálmán Imre: Montmartre-i ibolya... Ninon
- Kálmán Imre: Csárdáskirálynő... Stázi grófnő
- Kálmán Imre: Bajadér... Marietta
- Berté Henrik: Három a kislány... Hédi
- Huszka Jenő: Mária főhadnagy... Panni
- Huszka Jenő: Szellő szárnyán (Lili bárónő)... Illésházy Krisztina grófnő
- Jacobi Viktor: Sybill... Sarah, zongoraművésznő
- Kaszó Elek – Tóth Miklós – Hajdu Júlia: Füredi komédiások... Duduczné
- Innocent-Vincze Ernő – Horváth Jenő: Tavaszi keringő... Flóra; Piri
- Szántó Armand – Szécsén Mihály – Gyulai-Gaál Ferenc: Csendes otthon... Ács Éva
- Zerkovitz Béla: Csókos asszony... Rica Maca
- Zerkovitz Béla: Eltörött a hegedűm... Caligari grófnő
- Schönthan testvérek – Kellér Dezső – Horváth Jenő – Szenes Iván: A szabin nők elrablása... Irma
- Ábrahám Pál: Bál a Savoyban... Daisy Parker
- Szűcs György – Bágya András – Szenes Iván: Elveszem a feleségem... Benke Piroska
- Sármándi Pál: Peti meg a róka... Boszorkány
- Pancsó Pancsev: A négy süveg... Gena néni
- Hárai Ferenc: Erdei tündér... Boszorkány